# 차가운 체리
차가운체리는 록과 어쿠스틱을 넘나들며 감성을 자극하는 감성 듀오 밴드이다. 보컬 김빨강과 기타리스트 문선수로 이루어진 2인조 밴드이다. 멤버 모두 작사와 작곡 실력을 겸비하고 있어 자신들만의 음악세계를 추구한다. 최근 발표한 마법사는 김빨강 작사 작곡으로 차가운체리만의 감성을 드러내고 있다. 3월 신곡을 준비하고 있는 차가운체리의 2019년이 기대된다

## 구성원
| 이름   | 소개                                               |
| ------ | -------------------------------------------------- |
| 김빨강 | - 생년월일 : 1983년 9월 16일(41세) - 포지션 : 보컬 |
| 문선수 | - 생년월일 : 1978년 11월 1일(46세) - 포지션 : 기타 |

## 음반 목록
정규앨범
- 2017: 1집《Jamais Vu》

EP
- 2011: 《After the Rain》
- 2012: 《차가운 체리》
- 2014: 《Before The Rain》
- 2015: 《Circle Of Life》
- 2017: 스페셜 앨범 《선뜻콜》

싱글
- 2011: After the Rain
- 2012: 낮달
- 2013: 성장통 (Growing Pains)
- 2013: 그래 좋아
- 2014: Before The Rain
- 2014: 별이 열리는 나무
- 2014: 한 사람을 잊는다는 건
- 2016: 무지개 다리 너머
- 2016: 위(We, 慰)
- 2016: Sweet Song
- 2018: 마법사

OST
- 2013: 상속자들 OST Part 8 – 성장통2
- 2018: 막돼먹은 영애씨 시즌 16 OST Part 14 - 발신자표시제한

방송
- 2018: 불후의 명곡- 전설을 노래하다(대한민국이 사랑한 아름다운 노랫말) - 푸르른 날